# Emiliano Ronconi
Emiliano Alexis Ronconi (Larroque, Provincia de Entre Ríos, Argentina, 16 de marzo de 1986) es un futbolista argentino. Juega como mediocampista.

## Trayectoria
Sus inicios fueron en un club de su tierra natal, el Club Central Larroque, donde en 2005 hizo su debut como jugador en la Liga Departamental de Fútbol de Gualeguaychú.
En el año 2007, fue comprado por el Club Social y Deportivo Juventud Unida de Gualeguaychú, donde hizo su debut como jugador en el Torneo Argentino B.
Fue observado por muchos clubes de Argentina, y en 2008 definitivamente para jugar en el Club Sportivo Italiano de la Primera B Metropolitana, tercera división. Esa temporada logró ascender a la Primera B Nacional, segunda categoría del fútbol nacional. Hasta el 2012 jugó con la camiseta del "tano" habiendo disputado 80 partidos y convertido 4 goles.
Arribó de manera gratuita al Club Atlético Brown de la Primera B Metropolitana, tercera categoría del fútbol argentino. Jugó un total de 22 partidos en toda la temporada convirtiendo 3 goles. Logró ascender a la Primera B Nacional, pero emigró de la institución por una mejor oferta.
A mediados del 2013, fue contratado por el Club Atlético Nueva Chicago. El técnico Mario Finarolli había emigrado a la institución verdinegra y no dudó en llamar al centrocampista. Disputó 13 partidos en su primer semestre marcándole un gol al Deportivo Morón. En el segundo semestre no tuvo continuidad redondeando un total de 14 partidos a lo largo de la temporada. Finalmente, Chicago logró ganar el campeonato y ascender a la Primera B Nacional.
Luego del ascenso logrado con su anterior club, su contrato finalizó y el Club Atlético Fénix de la Primera B decidió contratarlo por 18 meses. Disputó 18 partidos sin convertir goles en su primer semestre.

## Clubes
| Club                           | País      | Año       |
| ------------------------------ | --------- | --------- |
| Juventud Unida de Gualeguaychú | Argentina | 2007-2008 |
| Sportivo Italiano              | Argentina | 2008-2012 |
| Brown de Adrogué               | Argentina | 2012-2013 |
| Nueva Chicago                  | Argentina | 2013-2014 |
| Fénix                          | Argentina | 2014      |
| Almagro                        | Argentina | 2015-2017 |
| San Telmo                      | Argentina | 2017-2018 |
| Juventud Unida de Gualeguaychú | Argentina | 2018-2019 |

### Estadísticas
| Club                                                        | Partidos | Goles | Prom. · |
| ----------------------------------------------------------- | -------- | ----- | ------- |
| Sportivo Italiano                                           | 80       | 4     | 0,05    |
| Brown de Adrogué                                            | 22       | 1     | 0,04    |
| Nueva Chicago                                               | 15       | 1     | 0,08    |
| Fénix                                                       | 18       | 0     | 0,00    |
| Total                                                       | 135      | 6     | 0,05    |
| Última actualización: Fénix vs. Deportivo Español, 15.11.14 |          |       |         |

## Palmarés
| Club              | Campeonato                | País      | Año       |
| ----------------- | ------------------------- | --------- | --------- |
| Sportivo Italiano | B Metropolitana           | Argentina | 2008-2009 |
| Brown de Adrogué  | B Metropolitana (Ascenso) | Argentina | 2012-2013 |
| Nueva Chicago     | B Metropolitana           | Argentina | 2013-2014 |